# Monte Cromie
Il Monte Cromie è una montagna coperta di neve, alta 2.950 m che fa parte dei Monti Bush, una catena montuosa dei Monti della Regina Maud, in Antartide. È posizionato circa 31,5 miglia nautiche (58 km) a sudest del Monte Boyd.
Fu scoperto e fotografato dall'United States Antarctic Service, 1939–41. Venne poi ispezionato da Albert P. Crary, leader del gruppo di esplorazione antartica americano che avanzava attraverso la Barriera di Ross nel 1957-58. Venne denominato in onore di William Cromie, assistente glaciologo del gruppo di esplorazione.